# Самойлов Олег Володимирович
Оле́г Володи́мирович Само́йлов (нар. 1 травня 1967) — радянський та казахський футболіст, згодом — казахський футбольний суддя, виступав на позиції нападника та півзахисника.

## Кар'єра гравця
Вихованець клубу «Торпедо» (Кокшетау), у футболці якого 1984 року розпочав дорослу футбольну кар'єру в другій союзній лізі. По ходу сезону 1985 році перейшов у кизилординському «Меліораторі», проте в команді не закріпився. У 1987 році повернувся до «Торпедо» (Кокшетау). Потім виступав в аматорському колективі «Будівельник» (Кокшетау). З 1990 по 1991 рік знову захищав кольори «Спартака»/«Кокшетау».
У першому розіграші незалежного чемпіонату Казахстану виступав у «Металісті» (Петропавловськ) та «Зеніт» (Кокшетау). Напередодні початку сезону 1992/93 років виїхав до України, де підписав контракт з «Зорею-МАЛС». Дебютував у складі луганського клубу 1 листопада 1992 року в переможному (2:1) домашньому поєдинку 12-у турі Вищої ліги проти кременчуцького «Кременя». Олег вийшов на поле на 85-й хвилині, замінивши Володимира Фурсова. У футболці луганців зіграв 3 матчі у Вищій лізі та 2 поєдинки в кубку України.
Наступного року повернувся до Казахстану, де з 1993 по 1996 рік виступав у карагандинському «Шахтар» (К) та ФК «Кокшетау». У 1997 році захищав кольори «Актобе». Наступного року підсилив степногорський «Хімік». По ходу сезону 1999 року перейшов у «Кайрат», проте в команді практично не грав. А наступного року опинився в складі «Акмола». Завершував футбольну кар'єру в клубах «Єсіль» (Кокшетау) та «Хімік» (Степногорськ).

## Кар'єра арбітра
По завершенні кар'єри гравця розпочав суддівську діяльність. З 2005 року обслуговував матчі казахської Прем'єр-ліги та кубку Казахстану, переважно як боковий суддя. Востаннє працював футбольним арбітром 26 червня 2010 року в поєдинку регулярного чемпіонату дублерів Прем'єр-ліги між «Окжетепесом» (Кокшетау) та «Шахтарем» (Караганда). Протягом суддівської кар'єри працював на 69 матчах (7 поєдинків — головний арбітр, 62 — лайнсмен).